# Kurt Jantz
Kurt Jantz (* 13. Juli 1908 in Berlin; † Dezember 1984) war ein deutscher Sozialrechtler, Verwaltungsbeamter und Hochschullehrer.

## Leben
Kurt Jantz, der aus einer preußisch-märkischen Bauernfamilie stammte, begann nach dem Abitur am Luisengymnasium Berlin 1926 ein Studium der Rechtswissenschaften an der Friedrich-Wilhelms-Universität zu Berlin, Universität von Paris und Rheinischen Friedrich-Wilhelms-Universität Bonn. Nachdem er 1931 die Erste juristische Staatsprüfung abgeschlossen hatte, absolvierte er den Juristischen Vorbereitungsdienst und legte 1934 die Zweite juristische Staatsprüfung ab. Im Anschluss war er zwischen 1934 und 1935 als Regierungsassessor beim Deutschen Gemeindetag sowie im Reichswirtschaftsministerium tätig und schloss 1935 seine Promotion zum Dr. jur. mit der Dissertation Die Staatsaufsicht nach der Deutschen Gemeindeordnung ab. Danach war er von 1935 bis 1938 Mitarbeiter im Reichsversicherungsamt (RVA) sowie zwischen 1938 und 1945 Referent für die Kranken- und Unfallversicherung in der Abteilung Sozialversicherung des Reichsarbeitsministeriums, wo er zuletzt zum Oberregierungsrat befördert wurde.
Nach Ende des Zweiten Weltkrieges absolvierte Jantz zwischen 1947 und 1949 Evangelische Theologie an der Ludwig-Maximilians-Universität München sowie an der Kirchlichen Hochschule Bethel. 1949 wurde er Vikat und lehrte daraufhin bis Frühjahr 1951 selbst als Dozent für Systematische Theologie und Philosophie an der Kirchlichen Hochschule Bethel. Daraufhin kehrte er in den Staatsdienst zurück und war zunächst zwischen 1951 und 1953 Leiter des Referats II C 8 (Sozialversicherung, Kriegsopferversorgung) im Bundesministerium der Finanzen. Im Januar 1953 wechselte er ins Bundesministerium für Arbeit und war dort zunächst bis 1955 Leiter des Referats IV 1, das als Generalreferat für die Reform der Sozialversicherung zuständig war. 1953 erfolgte zudem seine Ernennung zum Ministerialrat. Im Anschluss wurde er 1955 als Ministerialdirektor Leiter der Abteilung IV (Sozialversicherung) des nunmehrigen Bundesministeriums für Arbeit und Sozialordnung und bekleidete diese Funktion bis zu seinem Eintritt in den Ruhestand 1973. Zugleich fungierte er zwischen 1955 und 1970 als Generalsekretär für die Sozialreform und wurde zudem 1957 Mitglied des Sachverständigenbeirats für soziale Sicherheit im Internationalen Arbeitsamt in Genf. Im Zuge der Beratungen zur Rentenerhöhung 1959 hatte er hatte, dass die Finanzen der Invalidenversicherung bis 1966 immerhin noch zwei Anpassungen, die der Angestelltenversicherung noch eine Anpassung vertragen würden, ohne dass auf die eiserne Reserve der Versicherungsträger zurückgegriffen werden müsse.
Nachdem Kurt Jantz seit 1962 Lehrbeauftragter war, lehrte er zwischen 1966 und 1973 als Honorarprofessor für Sozialpolitik an der Universität zu Köln.

## Veröffentlichungen
- Die Staatsaufsicht nach der Deutschen Gemeindeordnung, Dissertation, 1935
- Sozialreform und Sozialversicherung: Die Reform der Rentenversicherung, in: Theodor Maunz / Hans Schraft: Das Selbstverwaltungsrecht der Sozialversicherung, Erich Schmidt Verlag, 1957
- Kommentar zu den Gesetzen zur Neuregelung des Rechts der Rentenversicherung der Arbeiter und der Rentenversicherung der Angestellten, Mitautor Hans Zwng, Kohlhammer Verlag, 1957
- Sozialreform und Sozialrecht. Beiträge zum Arbeits- und Sozialversicherungsrecht und zur Sozialpolitik. Festschrift für Walter Bogs, Mitherausgeber Horst Neumann-Duesberg und Dieter Schewe, Duncker & Humblot, 1959
- Das neue Fremdrenten- und Auslandsrentenrecht und die Verordnung über die Feststellung von Leistungen bei verlorenen, zerstörten, unbrauchbar gewordenen oder nicht erreichbaren Versicherungsunterlagen, Mitautoren Hans Zweng und Heinz Eicher, Kohlhammer Verlag, 1960, 2. Auflage 1961

## Hintergrundliteratur
- Sozialrecht und Sozialpolitik . Festschrift für Kurt Jantz zum 60. Geburtstag, Herausgeber Horst Peters, Kohlhammer Verlag, 1968